# Elecciones de la Ciudad Autónoma de Buenos Aires de 2015
Las elecciones de la Ciudad Autónoma de Buenos Aires de 2015 se llevaron a cabo el 5 de julio de 2015. Se eligieron Jefe y Vicejefe de gobierno, 30 legisladores, 10 suplentes y a los 105 miembros de las juntas comunales.
Junto a las elecciones, de acuerdo a lo establecido en la Constitución Nacional, la Constitución de la Ciudad de Buenos Aires y las leyes electorales. Los candidatos surgieron de Elecciones Primarias, Abiertas, Simultáneas y Obligatorias (PASO) que se realizaron el 26 de abril de 2015.
En la primera vuelta de las elecciones, realizada el 5 de julio, Horacio Rodríguez Larreta, candidato de Propuesta Republicana (PRO), partido gobernante desde 2007 y apoyado por la coalición Unión PRO, obtuvo una amplia pluralidad con 44.70% de los votos, lo cual significó un muy ligero decrecimiento con respecto a la primera vuelta de 2011. En segundo lugar quedó Martín Lousteau, de la coalición Energía Ciudadana Organizada (ECO), casi veinte puntos atrás con 25.02%, y en tercer lugar Mariano Recalde, del oficialista a nivel nacional Frente para la Victoria (FPV), con 21.50%. En cuanto a la Legislatura, el oficialismo conservó la mayoría simple con 15 de los 30 escaños en disputa, lo que significó que tuviera bajo su control 28 de las 60 bancas totales. ECO obtuvo 7, dejándolo con 14 bancas, y el FPV 6, dejándolo con 13.
Debido a que ningún candidato a Jefe de Gobierno obtuvo mayoría absoluta en primera vuelta, se programó entonces una segunda vuelta electoral o balotaje entre Rodríguez Larreta y Lousteau, los dos candidatos más votados en la primera. El desempate se realizó el 19 de julio, con una sumamente estrecha victoria para el oficialismo, resultando elegido Horacio Rodríguez Larreta con 51.64% de los votos contra 48.36% de Martín Lousteau, siendo hasta el momento, la elección con menor diferencia de votos en la ciudad desde que se volvió autónoma en 1996.

## Boleta Electrónica
A partir de las elecciones de julio de 2015, se utilizó en la Ciudad de Buenos Aires el Sistema de Boleta Única Electrónica.
El mismo, ya utilizado en la Provincia de Salta, emite un voto que cuenta con respaldo electrónico y respaldo físico (en papel). La autoridad de mesa entrega una boleta al votante, la cual está en blanco y tiene un chip sin información. El votante inserta la boleta en una computadora que presenta las listas de candidatos. El votante selecciona su voto y el mismo se imprime en la boleta y se guarda en el chip. El votante puede verificar que su voto se haya guardado correctamente con un lector de chip que presenta la máquina y viendo la impresión. La firma que implementó la plataforma que se usa en la votación afirmó que al no haber cuarto cerrado tal alteración sería casi imposible de implementar pues votación se hace a la vista de las autoridades de mesa y el votante puede comprobar que lo registrado en forma digital coincide con lo que está impreso en la boleta y al hacer el escrutinio los fiscales pueden comprobar, que los votos en papel coincidan con los registrados en forma digital. Una vez que se cierra la votación, el presidente de mesa abre la urna y verifica que las boletas electrónicas coincidan con la cantidad de votantes que asistieron.[cita requerida] La Fiscalía en lo Penal, Contravencional y de Faltas número 7 se pronunció a favor de sobreseer al programador Joaquín Sorianello, quien había sido denunciado penalmente luego de detectar una falla en el sistema informático usado durante las últimas elecciones porteñas, con voto electrónico. La Fiscalía dictaminó que su accionar puso en evidencia que se trataba de un sistema "vago y que podía ser vulnerado con facilidad" dicho sistema había sido dado de baja en Holanda, Finlandia, Irlanda debido a serias fallas en los sistemas, más de doce lo prohibieron. en Alemania y Holanda rechazaron el voto electrónico ya que vulnera los principios de fiscalización y secreto del elector. Con lo cual, facilita las prácticas clientelares.En el caso de Alemania, después de haberlo utilizado durante varios años, fue declarado inconstitucional en el 2009 porque "no puede ser auditado y comprendido por un ciudadano de a pie independientemente de su formación técnica. En el 2008, Holanda dejó de usar el voto electrónico después de dos décadas por razones técnicas, porque se comprobó la facilidad de violar el secreto del voto. Entre 2002 y 2007, el Reino Unido ha llevado a cabo más de treinta pruebas pilotos con diferentes sistemas de votación electrónica. En 2008, la Comisión Electoral declaró que con respecto a las pruebas realizadas la seguridad y garantías adoptadas eran insuficientes y en consecuencia, determinó que no se continuaría con el voto electrónico.
Una semana antes de las generales, se detectó una filtración de los certificados SSL de los terminales que envían los datos de escrutinio al centro de cómputos. Estos datos se publicaron debido a una deficiencia en los servidores que dependen en la empresa Magic Software Argentina, contratada por el gobierno porteño. se declaró que La vulnerabilidad permitía cambiar los resultados de la elección", se señaló que el tema "se silenció totalmente, la gente fue a votar con total tranquilidad", pese a que él había detectado una falla seria en el sistema, por la cual "se podían enviar resultados falsos". Un día antes de las elecciones efectivos de la Policía Metropolitana allanaron la casa de Joaquín Sorianello, el técnico informático que había detectado fallas en el sistema de carga de datos de voto electrónico, lo que consideró como "un apriete" también fueron descubiertas otras irregularidades denunciadas entre otros por la fundación Vía Libre. El día 03/07/2015 se reportó la posibilidad de realizar múltiples votos con una misma boleta (la vulnerabilidad se denominó MultiVoto), este problema fue documentado y verificado en una máquina comprobando su efectividad en un entorno real. también fueron descubiertas otras irregularidades denunciadas entre otros por la fundación Vía Libre. En la comuna 14, donde el PRO obtuvo una amplia mayoría hubo más votos que electores, en la comuna catorce hay una diferencia de varios cientos de votos y personas. Beatriz Busaniche, de Fundación Vía Libre, aseguró que “fallaron todos los resguardos institucionales” en la implementación, denunciándose sospechas de fraude generalizado. Se denunció que Rodríguez Larreta no tenía información a las 9 de la noche, cuando se proclamó ganador de los comicios, ya que hubo más de 500 mesas que no se cargaron hasta la madrugada. En la Comuna 13 se detectó que había 30 mil votos sobrantes. Se denunció que había 20 puntos entre el primer candidato y el otro, y luego un punto de diferencia. También la Asociación de Trabajadores del Estado denunció que los estatales porteños recibieron amenazas de despido si se negaban a ser fiscales del PRO en las elecciones. también se dieron aprietes y amenazas de despido en caso de negarse a fiscalizar para el PRO. Para Castro, director de la ATE “los aprietan con un método mafioso, pretendiendo obligarlos a fiscalizar y son los vecinos de la Ciudad de Buenos Aires los que pagan los costos de este operativo”. También un especialista en seguridad que advirtió fallas declaró que los certificados se podían haber enviado datos falsos al centro de cómputos. El fiscal Di Lello declaró que el voto electrónico se puede hackear. Pero el voto en papel, no".

## Candidatos

### Unión PRO
| Unión PRO |                                                            |
| |                                                            |
| Horacio Rodríguez Larreta | Diego Santilli                                             |
| para jefe de Gobierno | para vicejefe de Gobierno                                  |
| |                                                            |
| Jefe de Gabinete de Ministros de la Ciudad de Buenos Aires (2007-2015) | Senador nacional por la Ciudad de Buenos Aires (2013-2015) |
| Partidos en la alianza: - Propuesta Republicana - Partido Demócrata Progresista - Partido Demócrata - Unión por la Libertad - Unión del Centro Democrático - Partido Fe - Movimiento de Integración y Desarrollo - Partido de la Ciudad en Acción |                                                            |

### Energía Ciudadana Organizada
| |                                                                     |
| |                                                                     |
| Martín Lousteau | Fernando Sánchez                                                    |
| para jefe de Gobierno | para vicejefe de Gobierno                                           |
| [[File:MartinLousteau.jpg\|305px\|alt={{{Alt\|{{{descripción}}}]]                                                                             | [[File:Fernando Sánchez.png\|305px\|alt={{{Alt\|{{{descripción}}}]] |
| Diputado de la Nación por la Ciudad de Buenos Aires (2013-2015) Ministro de Economía y Producción (2007-2008)                                 | Diputado de la Nación por la Ciudad de Buenos Aires (2013-2017)     |
| Partidos en la alianza: - Unión Cívica Radical - Partido Socialista - Coalición Cívica ARI - Confianza Pública - Partido Socialista Auténtico |                                                                     |

### Frente para la Victoria
| |                                                                                       |
| |                                                                                       |
| Mariano Recalde | Leandro Santoro                                                                       |
| para jefe de Gobierno | para vicejefe de Gobierno                                                             |
| [[File:Mariano Recalde.JPG\|650px\|alt={{{Alt\|{{{descripción}}}]] | [[File:Leandro Santoro.jpg\|325px\|alt={{{Alt\|{{{descripción}}}]]                    |
| Presidente del Aerolíneas Argentinas (2009-2015) | Subsecretario para la Reforma Institucional y Fortalecimiento de la Democracia (2015) |
| Partidos en la alianza: - Partido Justicialista - Partido de la Victoria - Frente Grande - Partido Intransigente - Encuentro por la Democracia y la Equidad - Partido Solidario - Kolina - Partido de la Concertación FORJA - Partido Comunista - Partido del Trabajo y del Pueblo - Frente Progresista y Popular - Nueva Dirigencia - RED por Buenos Aires |                                                                                       |

### Autodeterminación y Libertad
| AyL |                                                            |
| Luis Zamora | Sergio Sallustio                                           |
| para jefe de Gobierno | para vicejefe de Gobierno                                  |
| [[File:Luiszamora.JPG\|200px\|alt={{{Alt\|{{{descripción}}}]]                                                                      | [[File:Noimage.png\|150px\|alt={{{Alt\|{{{descripción}}}]] |
| Diputado de la Nación por la Ciudad de Buenos Aires (2001-2005) Diputado de la Nación por la Provincia de Buenos Aires (1989-1993) | Contador y Economista                                      |

### Frente de Izquierda y de Trabajadores
| |                                                            |
| | Izquierda Socialista                                       |
| Myriam Bregman                                                                                            | José Castillo                                              |
| para jefa de Gobierno                                                                                     | para vicejefe de Gobierno                                  |
| [[File:Myriam Bregman.jpg\|315px\|alt={{{Alt\|{{{descripción}}}]]                                         | [[File:Noimage.png\|150px\|alt={{{Alt\|{{{descripción}}}]] |
| abogada                                                                                                   | docente, economista, investigador                          |
| Partidos en la alianza: - Partido de los Trabajadores Socialistas - Partido Obrero - Izquierda Socialista |                                                            |

## Reglas electorales
- Jefe de Gobierno y Vicejefe de Gobierno electos por segunda vuelta entre los dos candidatos más votados, si ningún candidato obtiene más del 50% de los votos.
- 30 diputados, la mitad de los 60 miembros de la Legislatura de la Ciudad Autónoma de Buenos Aires. Electos por sistema d'Hondt con un piso electoral de 3%.

## Resultados

### Primarias
Las Primarias se realizaron el 26 de abril. En ellas se presentaron 30 precandidatos a Jefe de Gobierno, algunos de ellos compitiendo en listas internas, los partidos que presentaron precandidaturas a Jefe de Gobierno fueron: Alba (1), AyL (1), Bandera Vecinal (1), Camino Popular (1), ECO (3), Es Posible (1), Frente de Izquierda (1), FPV (7), Frente Renovador (1), Movimiento Federal (1), Movimiento para el Bien Común (2), MST (4), Nuevo MAS (1), Partido Humanista (1), PRO (2) y Surgen (2). Las condiciones para que un precandidato participe de las elecciones generales como candidato son: que su partido alcance el 1,5% de los votos válidos emitidos en la categoría correspondiente y además ser la lista ganadora en la interna de su partido. Tras las primarias solamente 5 precandidatos a Jefe de Gobierno quedaron habilitados para participar de las elecciones generales.
|  | 60,00 % |

|  | 47,45 % |

|  | 40,00 % |

|  | 80,35 % |

|  | 22,23 % |

|  | 18,59 % |

|  | 1,06 % |

|  | 65,72 % |

|  | 18,73 % |

|  | 11,66 % |

|  | 10,89 % |

|  | 7,72 % |

|  | 2,27 % |

|  | 0,97 % |

|  | 0,77 % |

|  | 100 % |

|  | 2,24 % |

|  | 100 % |

|  | 2,04 % |

|  | 100 % |

|  | 1,44 % |

|  | 100 % |

|  | 0,90 % |

|  | 43,13 % |

|  | 0,89 % |

|  | 20,66 % |

|  | 19,59 % |

|  | 16,62 % |

|  | 81,71 % |

|  | 0,78 % |

|  | 18,29 % |

|  | 100 % |

|  | 0,58 % |

|  | 52,19 % |

|  | 0,44 % |

|  | 47,81 % |

|  | 100 % |

|  | 0,41 % |

|  | 100 % |

|  | 0,32 % |

|  | 100 % |

|  | 0,23 % |

|  | 100 % |

|  | 0,13 % |

|  | 100 % |

|  | 0,09 % |

|  | 97,82 % |

|  | 1,09 % |

|  | 98,91 % |

|  | 1,08 % |

|  | 73,56 % |

|  | 100 % |

### Jefe y Vicejefe de Gobierno
|  | 45,56 % |

|  | 51,64 % |

|  | 25,47 % |

|  | 48,36 % |

|  | 21,91 % |

|  | 3,95 % |

|  | 3,10 % |

|  | 98,15 % |

|  | 94,05 % |

|  | 1,85 % |

|  | 5,07 % |

|  | 0,25 % |

|  | 0,88 % |

|  | 73,04 % |

|  | 69,38 % |

|  | 100 % |

|  | 100 % |

#### Por comunas - 1ª vuelta
|           | Horacio Rodríguez Larreta (Unión PRO) | Horacio Rodríguez Larreta (Unión PRO) | Martín Lousteau (ECO) | Martín Lousteau (ECO) | Mariano Recalde (FPV) | Mariano Recalde (FPV) | Luis Zamora (AyL) | Luis Zamora (AyL) | Myriam Bregman (FIT) | Myriam Bregman (FIT) | Total     |
| Comuna    | Votos                                 | %                                     | Votos                 | %                     | Votos                 | %                     | Votos             | %                 | Votos                | %                    | Votos     |
| --------- | ------------------------------------- | ------------------------------------- | --------------------- | --------------------- | --------------------- | --------------------- | ----------------- | ----------------- | -------------------- | -------------------- | --------- |
| Comuna 1  | 55.547                                | 48,63                                 | 23.657                | 20,71                 | 27.235                | 23,84                 | 4.049             | 3,54              | 3.742                | 3,28                 | 114.230   |
| Comuna 2  | 60.222                                | 59,61                                 | 23.445                | 23,21                 | 12.545                | 12,42                 | 2.789             | 2,76              | 2.027                | 2,01                 | 101.028   |
| Comuna 3  | 46.927                                | 42,67                                 | 26.747                | 24,32                 | 27.196                | 24,73                 | 4.729             | 4,30              | 4.381                | 3,98                 | 109.980   |
| Comuna 4  | 54.709                                | 44,27                                 | 24.649                | 19,95                 | 35.284                | 28,55                 | 4.447             | 3,60              | 4.491                | 3,63                 | 123.580   |
| Comuna 5  | 45.725                                | 39,83                                 | 31.082                | 27,08                 | 28.061                | 24,44                 | 5.575             | 4,86              | 4.351                | 3,79                 | 114.794   |
| Comuna 6  | 51.446                                | 42,41                                 | 35.667                | 29,41                 | 24.832                | 20,47                 | 5.488             | 4,52              | 3.862                | 3,18                 | 121.295   |
| Comuna 7  | 52.239                                | 41,68                                 | 33.848                | 27,01                 | 29.943                | 23,89                 | 5.103             | 4,07              | 4.199                | 3,35                 | 125.332   |
| Comuna 8  | 41.560                                | 43,30                                 | 18.405                | 19,18                 | 30.198                | 31,46                 | 2.786             | 2,90              | 3.028                | 3,15                 | 95.977    |
| Comuna 9  | 45.434                                | 41,81                                 | 28.050                | 25,81                 | 27.564                | 25,36                 | 4.217             | 3,88              | 3.407                | 3,14                 | 108.672   |
| Comuna 10 | 45.855                                | 41,07                                 | 31.871                | 28,55                 | 25.511                | 22,85                 | 4.771             | 4,27              | 3.632                | 3,25                 | 111.640   |
| Comuna 11 | 56.187                                | 43,18                                 | 37.467                | 28,79                 | 27.096                | 20,82                 | 5.678             | 4,36              | 3.697                | 2,84                 | 130.125   |
| Comuna 12 | 65.511                                | 46,17                                 | 37.273                | 26,27                 | 29.088                | 20,50                 | 5.841             | 4,12              | 4.166                | 2,94                 | 141.879   |
| Comuna 13 | 85.378                                | 53,51                                 | 41.853                | 26,23                 | 23.158                | 14,51                 | 5.360             | 3,36              | 3.818                | 2,39                 | 159.567   |
| Comuna 14 | 78.641                                | 52,73                                 | 38.719                | 25,96                 | 23.386                | 15,68                 | 4.852             | 3,25              | 3.553                | 2,38                 | 149.151   |
| Comuna 15 | 47.238                                | 39,22                                 | 32.850                | 27,27                 | 29.425                | 24,43                 | 6.464             | 5,37              | 4.463                | 3,71                 | 120.440   |
| Resultado | 832.619                               | 45,56                                 | 465.583               | 25,47                 | 400.522               | 21,91                 | 72.149            | 3,95              | 56.817               | 3,11                 | 1.827.690 |

#### Por comunas - 2ª vuelta
|           | Horacio Rodríguez Larreta (Unión PRO) | Horacio Rodríguez Larreta (Unión PRO) | Martín Lousteau (ECO) | Martín Lousteau (ECO) | Total     |
| Comuna    | Votos                                 | %                                     | Votos                 | %                     | Votos     |
| --------- | ------------------------------------- | ------------------------------------- | --------------------- | --------------------- | --------- |
| Comuna 1  | 56.842                                | 55,27                                 | 46.004                | 44,73                 | 109.790   |
| Comuna 2  | 60.951                                | 65,50                                 | 32.105                | 34,50                 | 96.947    |
| Comuna 3  | 48.736                                | 49,15                                 | 50.412                | 50,85                 | 106.543   |
| Comuna 4  | 57.804                                | 51,59                                 | 54.242                | 48,41                 | 120.070   |
| Comuna 5  | 47.602                                | 45,87                                 | 56.176                | 54,13                 | 111.477   |
| Comuna 6  | 53.585                                | 48,49                                 | 56.929                | 51,51                 | 117.621   |
| Comuna 7  | 54.497                                | 47,66                                 | 59.847                | 52,34                 | 122.051   |
| Comuna 8  | 43.636                                | 49,98                                 | 43.672                | 50,02                 | 93.301    |
| Comuna 9  | 46.820                                | 47,10                                 | 52.595                | 52,90                 | 106.083   |
| Comuna 10 | 47.702                                | 46,43                                 | 55.046                | 53,57                 | 109.493   |
| Comuna 11 | 58.062                                | 48,45                                 | 61.784                | 51,55                 | 127.237   |
| Comuna 12 | 67.782                                | 52,01                                 | 62.536                | 47,99                 | 138.342   |
| Comuna 13 | 87.411                                | 59,55                                 | 59.380                | 40,45                 | 153.863   |
| Comuna 14 | 80.148                                | 58,74                                 | 56.288                | 41,26                 | 143.247   |
| Comuna 15 | 49.802                                | 45,56                                 | 59.509                | 54,44                 | 117.334   |
| Resultado | 861.380                               | 51,64                                 | 806.525               | 48,36                 | 1.773.399 |

### Legislatura
|  | 44,48 % |

|  | 23,51 % |

|  | 20,76 % |

|  | 4,83 % |

|  | 3,96 % |

|  | 2,46 % |

|  | 98,27 % |

|  | 1,48 % |

|  | 0,25 % |

|  | 73,04 % |

|  | 100 % |

### Juntas Comunales
|  | 48,49 % |

|  | 23,35 % |

|  | 20,72 % |

|  | 5,54 % |

|  | 1,90 % |

|  | 95,15 % |

|  | 4,59 % |

|  | 0,26 % |

|  | 64,63 % |

|  | 100 % |

|  | 60,82 % |

|  | 22,26 % |

|  | 12,53 % |

|  | 4,38 % |

|  | 96,43 % |

|  | 3,41 % |

|  | 0,16 % |

|  | 69,64 % |

|  | 100 % |

|  | 42,81 % |

|  | 24,71 % |

|  | 23,07 % |

|  | 7,26 % |

|  | 2,15 % |

|  | 94,67 % |

|  | 5,02 % |

|  | 0,31 % |

|  | 68,35 % |

|  | 100 % |

|  | 45,21 % |

|  | 29,35 % |

|  | 18,98 % |

|  | 6,46 % |

|  | 94,33 % |

|  | 5,34 % |

|  | 0,33 % |

|  | 71,08 % |

|  | 100 % |

|  | 40,50 % |

|  | 25,06 % |

|  | 24,74 % |

|  | 7,20 % |

|  | 2,51 % |

|  | 94,88 % |

|  | 4,91 % |

|  | 0,22 % |

|  | 73,79 % |

|  | 100 % |

|  | 43,42 % |

|  | 26,67 % |

|  | 19,96 % |

|  | 7,07 % |

|  | 2,88 % |

|  | 95,39 % |

|  | 4,42 % |

|  | 0,19 % |

|  | 76,62 % |

|  | 100 % |

|  | 42,68 % |

|  | 24,53 % |

|  | 23,54 % |

|  | 6,26 % |

|  | 3,00 % |

|  | 94,98 % |

|  | 4,75 % |

|  | 0,27 % |

|  | 73,49 % |

|  | 100 % |

|  | 43,50 % |

|  | 32,07 % |

|  | 18,25 % |

|  | 5,32 % |

|  | 0,87 % |

|  | 94,44 % |

|  | 5,22 % |

|  | 0,34 % |

|  | 71,72 % |

|  | 100 % |

|  | 43,02 % |

|  | 26,21 % |

|  | 24,81 % |

|  | 5,96 % |

|  | 94,34 % |

|  | 5,38 % |

|  | 0,28 % |

|  | 75,68 % |

|  | 100 % |

|  | 41,50 % |

|  | 27,96 % |

|  | 22,57 % |

|  | 5,89 % |

|  | 2,08 % |

|  | 95,18 % |

|  | 4,52 % |

|  | 0,31 % |

|  | 76,42 % |

|  | 100 % |

|  | 43,46 % |

|  | 28,22 % |

|  | 20,50 % |

|  | 5,58 % |

|  | 2,24 % |

|  | 95,15 % |

|  | 4,59 % |

|  | 0,27 % |

|  | 77,01 % |

|  | 100 % |

|  | 46,53 % |

|  | 25,94 % |

|  | 19,98 % |

|  | 5,14 % |

|  | 2,41 % |

|  | 95,55 % |

|  | 4,23 % |

|  | 0,22 % |

|  | 77,66 % |

|  | 100 % |

|  | 53,97 % |

|  | 25,30 % |

|  | 14,57 % |

|  | 4,04 % |

|  | 2,11 % |

|  | 96,38 % |

|  | 3,44 % |

|  | 0,18 % |

|  | 74,09 % |

|  | 100 % |

|  | 52,99 % |

|  | 24,42 % |

|  | 15,56 % |

|  | 4,45 % |

|  | 2,58 % |

|  | 96,29 % |

|  | 3,55 % |

|  | 0,17 % |

|  | 71,76 % |

|  | 100 % |

|  | 39,81 % |

|  | 25,97 % |

|  | 24,43 % |

|  | 7,00 % |

|  | 2,78 % |

|  | 94,36 % |

|  | 5,36 % |

|  | 0,28 % |

|  | 74,06 % |

|  | 100 % |

## Controversias
Dos días antes de la elección de 2015 para Jefe de Gobierno porteño, un informe de la Policía Metropolitana confirmó un grave ataque informático a los servidores de la empresa Magic Software Argentina (MSA). Las pericias de la Policía Metropolitana que constan en el expediente revelaron que el sistema que Mauricio Macri utilizó en la ciudad, a través del cual tuvo un triunfo político meses antes de las elecciones nacionales fue vulnerado y se llegaron a crear o eliminar “personas, delegados, técnicos, mesas y establecimientos” de votación y, que sembraron dudas sobre el normal desarrollo de las elecciones porteñas. Según consta en el pedido de allanamiento de la fiscal Silvina Rivarola, “no solo visualizó numerosa información del sistema, sino que realizó procesos relacionados con la edición, creación y eliminación de información, tales como eliminar a la persona o establecimiento identificado ”. Auditorias de la UBA Concluyeron que “de no realizarse conteo/escrutinio/verificación manual, el resultado del sufragio queda vulnerable al fraude electoral” y por lo tanto “el sistema no cumple con los objetivos prometidos de brindar seguridad y transparencia y ocasiona un costo adicional al Estado, Ciudad o Municipio que lo emplea”.